# 豪滕

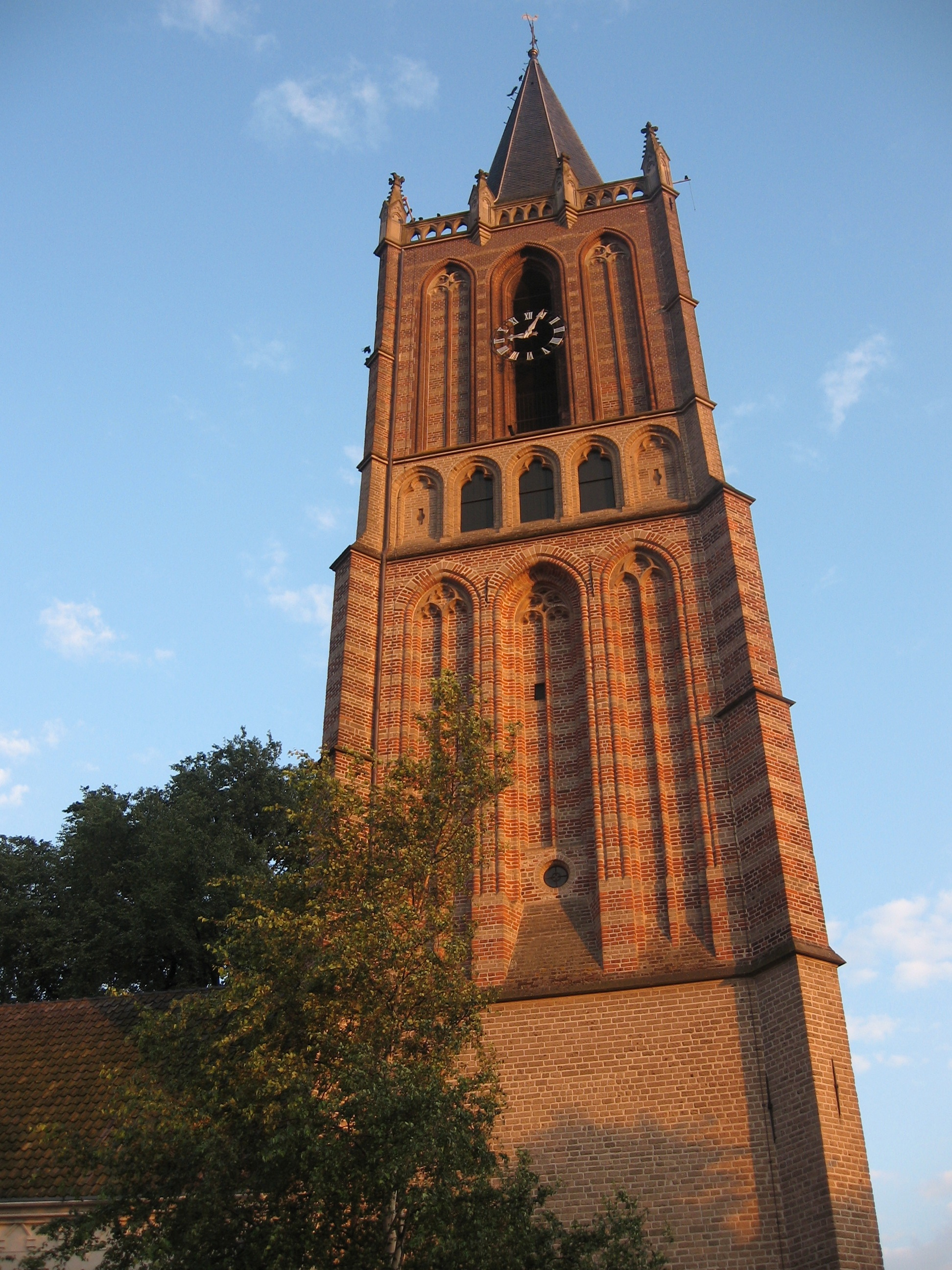

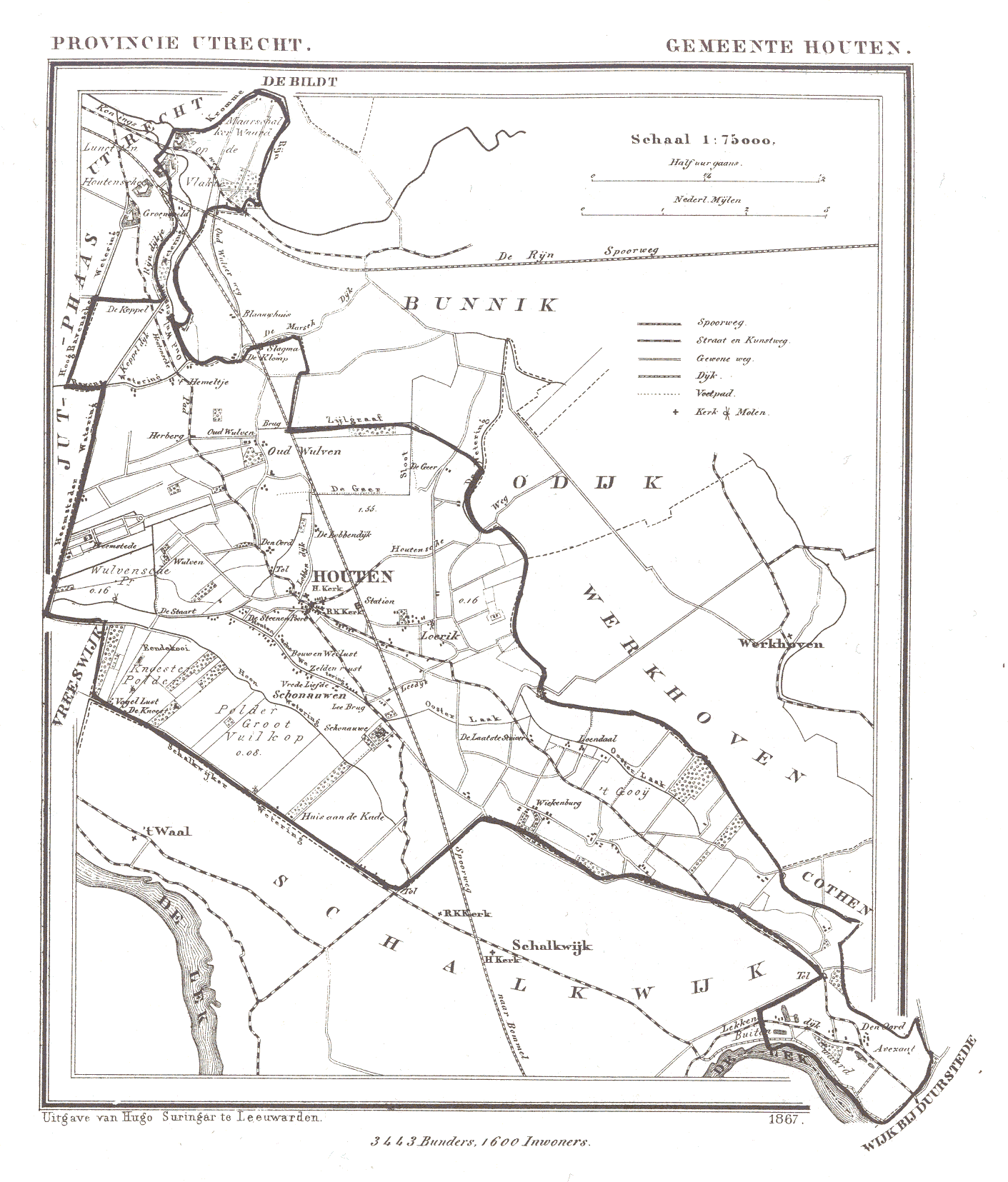

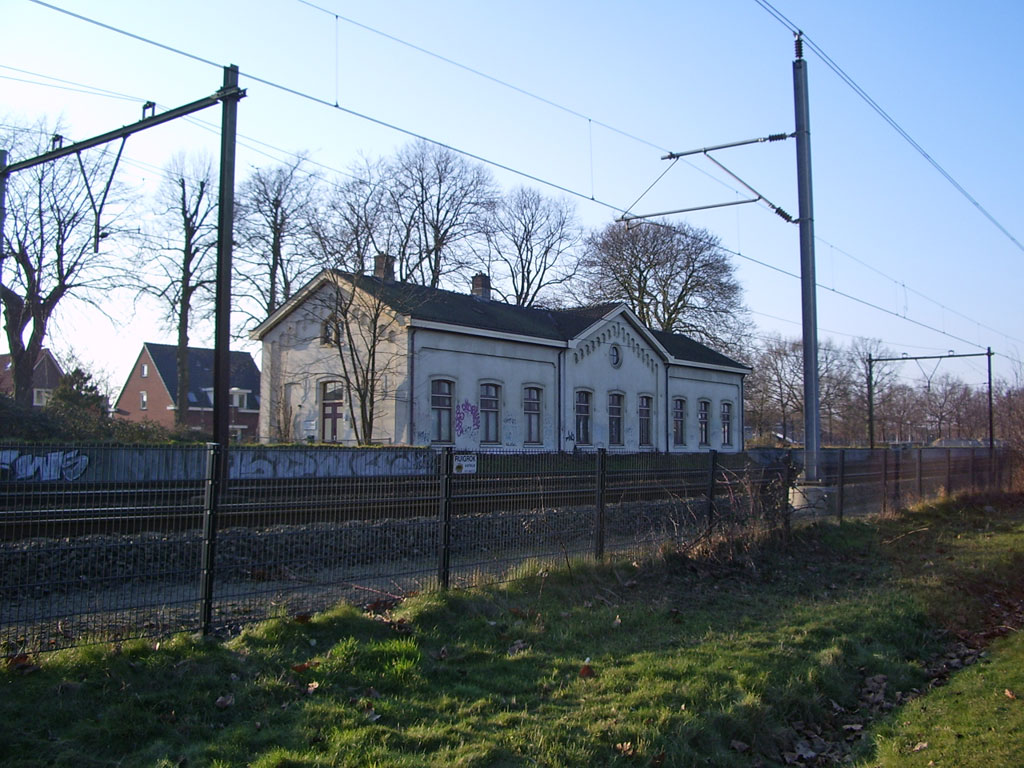

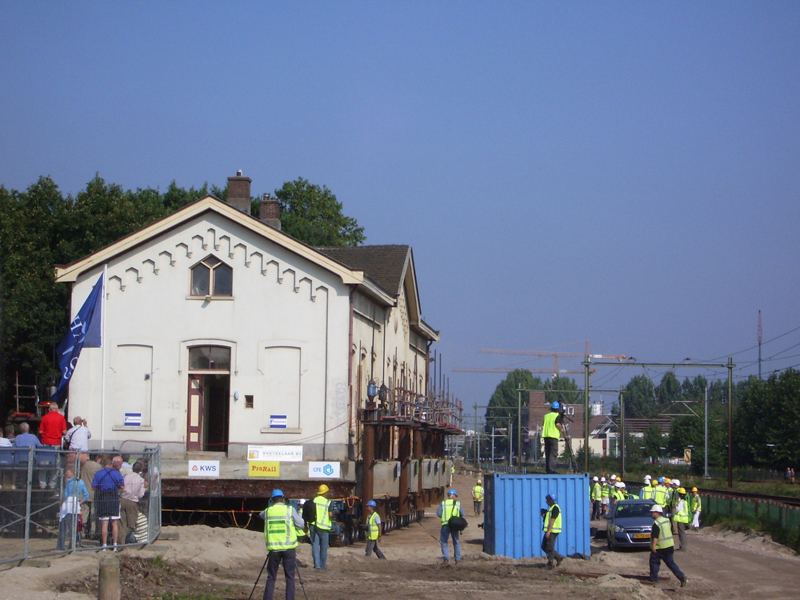

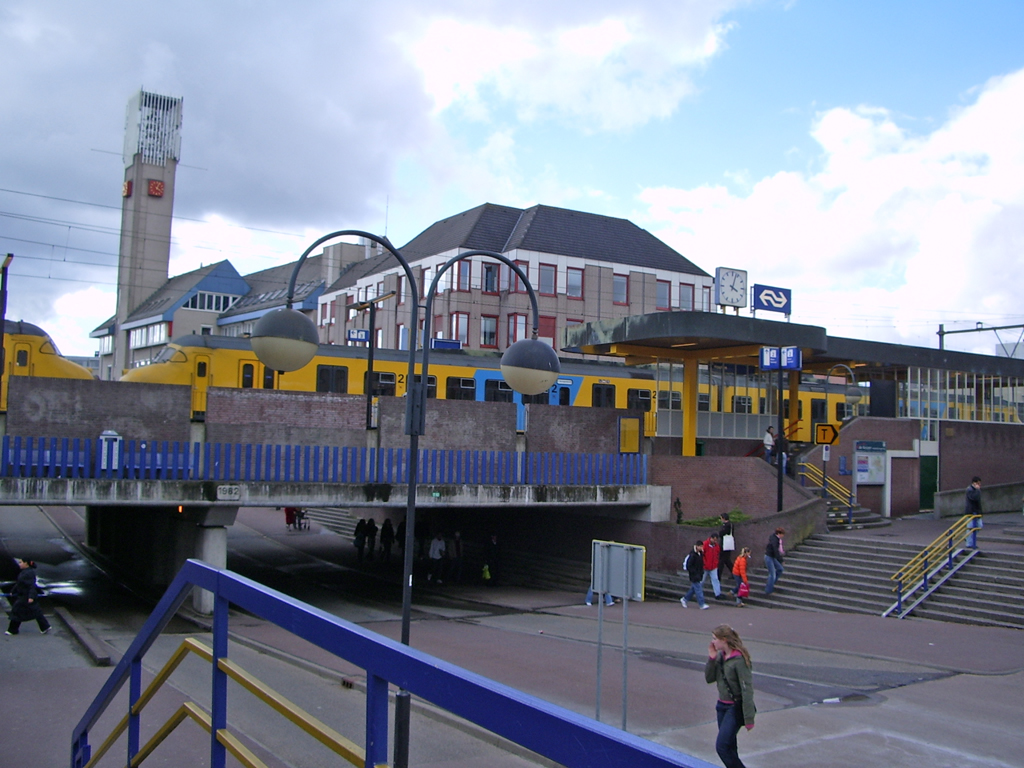

豪滕（荷蘭語：Houten）是荷蘭的市镇，位於該國中部，距離烏德勒支約9公里，由烏德勒支省負責管轄，面積58.98平方公里，建成區面積5.08平方公里，2012年人口48,314。

## 外部連結
- Official website（页面存档备份，存于）
- Historical website (in Dutch)（页面存档备份，存于）